# Diego Calvo
Diego Gerardo Calvo Fonseca (San José, 1991. március 25. –) Costa Rica-i válogatott labdarúgó.

## Fordítás
Ez a szócikk részben vagy egészben  a   Diego Calvo című angol Wikipédia-szócikk fordításán alapul.  Az eredeti cikk szerkesztőit annak laptörténete sorolja fel. Ez a jelzés csupán a megfogalmazás eredetét és a szerzői jogokat jelzi, nem szolgál a cikkben szereplő információk forrásmegjelöléseként.